# Wallace Huo
Wallace Huo Chien-hwa (chinês: 霍建華; Pe̍h-ōe-jī: Hok Kiàn-hôa, nascido em 26 de dezembro de 1979) é um ator, cantor e produtor taiwanês. Ele é conhecido por seus papéis em At Dolphin Bay (2003), Chinese Paladin 3 (2009), Swordsman (2013), Battle of Changsha (2014), The Journey of Flower (2015), Love Me If You Dare (2015) e O amor real de Ruyi no palácio (2018).
Huo ficou em 82º lugar na lista Forbes China Celebrity 100 em 2014,  48º em 2015, 22º em 2017 e 66º em 2019.

## Vida pregressa
Huo nasceu em Taipei, Taiwan, em 26 de dezembro de 1979, filho de Liu Yu e Huo Chao-Ku. Ele tem um irmão, Huo Chien-yuan. Sua família é originária de Shandong; seus pais eram nativos de Longkou e Tianjin, respectivamente. Seu avô era um seguidor de Sun Yat-sen, e em outubro de 1949, sua família mudou-se para Taiwan. Seus pais trabalharam no sistema judicial e seu irmão é policial. Seus pais se divorciaram quando ele era jovem.
Huo uma vez aspirou ser jogador de basquete, mas depois começou a cantar no início da adolescência. Com o objetivo de se tornar um cantor, ele ingressou no ramo do entretenimento aos 17 anos, como assistente do apresentador de TV taiwanês Sam Tseng.

## Carreira

### 2002–2008: Começo e popularidade crescente
Huo se tornou um dos dois atores principais do drama Star (2002).
Huo ganhou fama com o drama ídolo At Dolphin Bay (2003), que alcançou uma classificação máxima de 5,11 e se tornou o drama ídolo mais popular do ano. Seu papel como o talentoso e competente diretor musical Zhong Xiaogang trouxe-lhe uma popularidade significativa em Taiwan. Ele foi então muito procurado por muitos produtores e foi escalado para sete dramas de ídolos no mesmo ano (um recorde ainda a ser quebrado).
Em 2004, Huo lançou seu primeiro álbum solo Start. Devido à sua incapacidade de lidar com os holofotes excessivos durante a publicidade do álbum, ele decidiu se concentrar na atuação a partir de então.
Em 2005, Huo estrelou seu primeiro drama wuxia , The Royal Swordsmen, dirigido por Wong Jing. Sua interpretação melancólica de Guihai Yidao recebeu ótimas críticas dos fãs e do público. Foi um importante ponto de virada em sua carreira, pois o apresentou ao público do continente. No mesmo ano, fez sua estreia no cinema no filme Hands in the Hair ao lado da atriz Rosamund Kwan.
Huo então assumiu o papel principal em vários dramas, incluindo Sound of Colors ao lado da atriz Ruby Lin, Romance of Red Dust ao lado de Shu Qi, e Emerald on the Roof com Sun Li. Ele expressou que seu papel em Emerald on the Roof o ensinou como agir e tem um impacto profundo sobre ele. Huo também estrelou a comédia de kungfu Love at First Fight, assumindo um papel excêntrico e louco. Suas expressões exageradas e atuação cômica mostraram sua capacidade de assumir diferentes papéis.

### 2009–2014: crescente popularidade na China
Em 2009, ganhou popularidade com o drama de sucesso xianxia Chinese Paladin 3, uma adaptação do videogame de mesmo título. Seu personagem Xu Changqing e o par romântico com Tiffany Tang foram amados pelo público e estabeleceram sua popularidade na China.
Em 2011, estrelou o drama de ação de época The Vigilantes in Masks com Cecilia Liu; e o drama histórico The Glamorous Imperial Concubine, no qual ele interpretou um imperador frio e distante. Devido ao sucesso dos dramas, foi premiado como o Ator Mais Influente no Youku Television Awards de 2011.
Em 2012, estrelou o aclamado drama médico Inspire the Life. Ele então estrelou em Lord of Legal Advisors, uma série de mistério ambientada na dinastia Ming. O drama estreou na Coreia do Sul e se tornou o segundo drama chinês mais visto no país depois de Scarlet Heart. Posteriormente, foi transmitido em Taiwan em abril de 2013 e também alcançou altas classificações.
Em 2013, estrelou o drama wuxia Swordsman, baseado no romance clássico de Jin Yong de mesmo título chinês. Ele interpretou o personagem Linghu Chong. Swordsman foi um sucesso comercial e alcançou o primeiro lugar nas classificações de TV e sites de streaming; o sucesso do drama mais uma vez o trouxe aos holofotes.
Em 2014, estrelou Perfect Couple, escrito por Tong Hua. Foi a primeira tentativa de Huo de produzir uma série dramática após o estabelecimento de sua própria empresa Huajae Studio, e o reuniu com a co-estrela de Paladin 3 chinês, Tiffany Tang. O drama superou as visualizações de transmissão online, e ele ganhou o prêmio de Ator Mais Popular no gênero de drama antigo no Festival de Televisão Estudantil da China de 2014. Huo então estrelou seu primeiro drama de guerra, Battle of Changsha, dirigido pelo vencedor do Prêmio Magnolia, Kong Sheng. Huo interpretou um jovem soldado de uma família rica e renomada que lutou bravamente na linha de frente por seu país, apesar de todas as oposições. Battle of Changsha foi um sucesso de crítica e foi o drama mais bem avaliado no principal site de streaming Douban.

### 2015–presente: pico de carreira

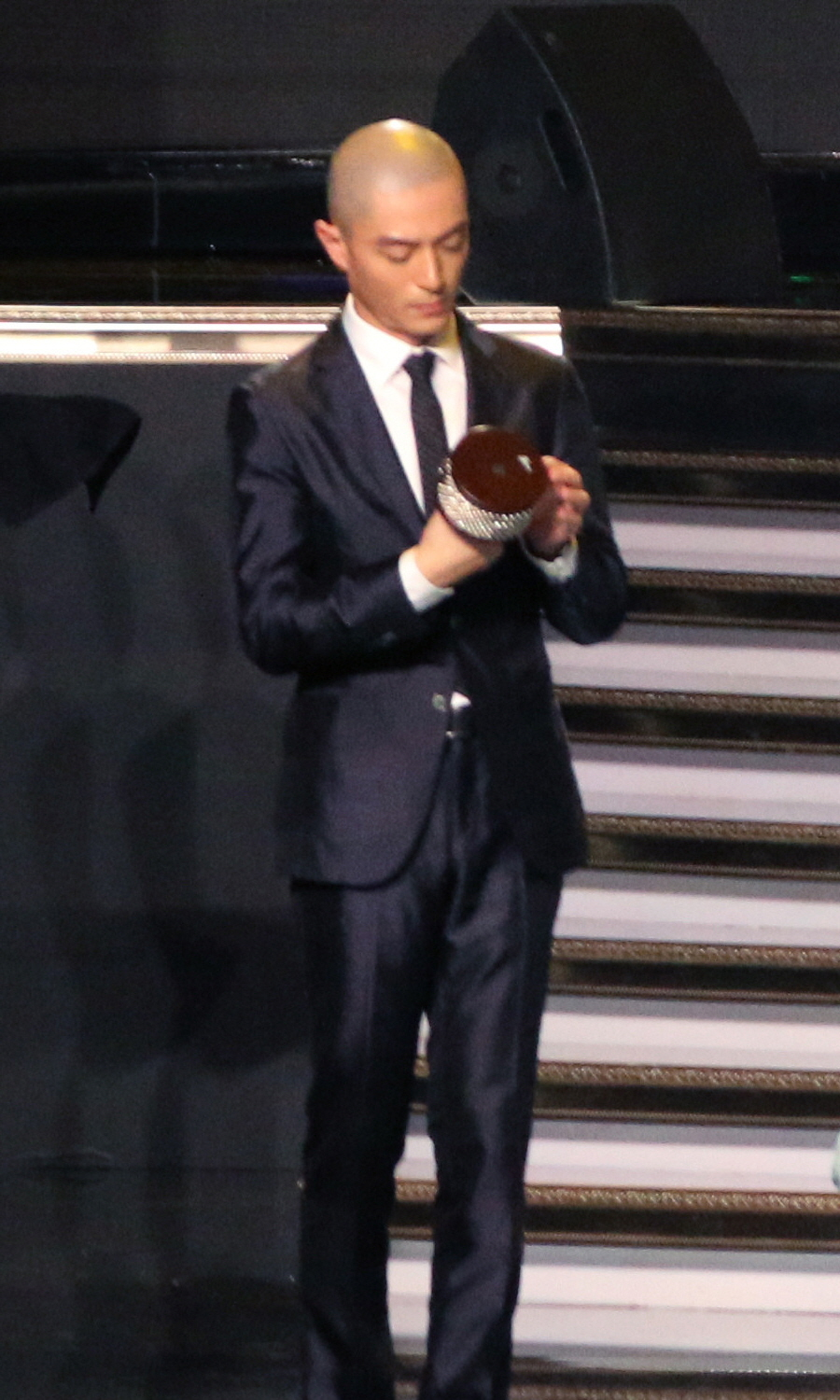
Huo em 2016

Em 2015, Huo estrelou o drama xianxia The Journey of Flower com Zanilia Zhao. O drama foi um grande sucesso na China, alcançando uma classificação máxima de 3,89. É também o primeiro drama chinês a ultrapassar 20 bilhões de visualizações online. O sucesso de The Journey of Flower levou a carreira dele a um novo patamar. Ele então estrelou o thriller policial Love Me If You Dare, que recebeu críticas positivas e seguidores internacionais. Devido ao seu sucesso, foi escolhido pela China Newsweek como Artista do Ano. Foi distinguido como uma das Pessoas Mais Influentes da China em 2015, uma distinção notável visto que é o único a receber este prémio na área das Artes Performativas.
Em 2016, estrelou o drama médico histórico The Imperial Doctress, interpretando Zhu Qizhen. Foi um dos dramas de maior audiência naquele ano, e Huo foi premiado como Ator Mais Popular e Artista Mais Vendável por sua atuação em The Imperial Doctress, bem como Love Me If You Dare na 1ª Cerimônia de Qualidade de Drama da Televisão da China. Em seguida, ele estrelou o thriller policial Inside or Outside ao lado do ator coreano Jang Hyuk e da estrela de Hong Kong Simon Yam, bem como o filme de comédia romântica de repente, Seventeen e o thriller de suspense Hide and Seek.
Em 2017, estrelou o filme de suspense de ficção científica Reset, produzido por Jackie Chan e dirigido pelo diretor coreano Chang; e o filme de guerra Our Time Will Come, dirigido pela premiada diretora Ann Hui.
Em 2018, voltou à telinha no drama do palácio Ruyi's Royal Love in the Palace, interpretando o papel do Imperador Qianlong.
Em 2019, estrelou o drama épico de época The Great Craftsman, reunindo-se com seu Paladin 3 chinês e co-estrela de Reset, Yang Mi. No mesmo ano, ele estrelou o filme de drama romântico Somewhere Winter, escrito por Rao Xueman.

## Vida pessoal
Em 20 de maio de 2016, Huo confirmou seu relacionamento com a atriz Ruby Lin, sua co-estrela em Sound of Colors (2006) e The Glamorous Imperial Concubine (2011). Eles se casaram em Bali em 31 de julho de 2016 e realizaram outra recepção de casamento em Taipei em 2 de agosto de 2016. A filha deles nasceu em janeiro de 2017.
Huo é um amigo próximo do ator Hu Ge.

## Filmografia

### Filmes
| Ano  | Título em inglês                  | Título em chinês | Papel                | NotAs  |
| ---- | --------------------------------- | ---------------- | -------------------- | ------ |
| 2005 | Hands in the Hair                 | 做頭             | Ah Hua               |        |
| 2009 | Contract About Interchange Status | 变身契约         | Mai Zhelun           | [ 57 ] |
| 2012 | Ultra Reinforcement               | 超时空救兵       | Yang Zhiang          | [ 58 ] |
| 2015 | The Honey Enemy                   | 情敌蜜月         | Xu Mo                | [ 59 ] |
| 2016 | Inside or Outside                 | 真相禁区         | Xie Tianyou / Qiu Le |        |
| 2016 | Hide and Seek                     | 捉迷藏           | Zhang Jiawei         |        |
| 2016 | Suddenly Seventeen                | 28岁未成年       | Mao Liang            |        |
| 2017 | Reset                             | 逆时营救         | Cui Hu               |        |
| 2017 | Our Time Will Come                | 明月幾時有       | Li Jinrong           |        |
| 2017 | The Founding of an Army           | 建军大业         | Chiang Kai-shek      | [ 60 ] |
| 2019 | Somewhere Winter                  | 大约在冬季       | Qi Xiao              |        |

### Série de televisão
| Ano  | Título em inglês                 | Título em chinês | Papel                    | Notas              |
| ---- | -------------------------------- | ---------------- | ------------------------ | ------------------ |
| 2002 | Star                             | 摘星             | Xia Yuanqiao             |                    |
| 2003 | Pretty Girl                      | 美丽俏佳人       | Fu Liheng                |                    |
| 2003 | The Great Teacher                | 麻辣鲜师         | Huo Jianqi               | Camafeu            |
| 2003 | My Secret Garden                 | 我的秘密花园     | Li Wei / Huo Jianhua     | Camafeu            |
| 2003 | At Dolphin Bay                   | 海豚灣戀人       | Zhong Xiaogang           |                    |
| 2003 | Westside Story                   | 西街少年         | Xingwang                 | [ 61 ]             |
| 2004 | 100% Senorita                    | 千金百分百       | Li Weixiang              | [ 62 ]             |
| 2005 | The Royal Swordsmen              | 天下第一         | Guihai Yidao             |                    |
| 2005 | Romance of Red Dust              | 风尘三侠之红拂女 | Li Jing                  |                    |
| 2006 | Sound of Colors                  | 地下铁           | Lu Yunxiang              |                    |
| 2006 | Emerald on the Roof              | 屋顶上的绿宝石   | Zhou Nianzhong           |                    |
| 2007 | Love at First Fight              | 武十郎           | Li Yashou                |                    |
| 2008 | Rouge Snow                       | 胭脂雪           | Xia Yunkai               | [ 63 ]             |
| 2008 | A Mobile Love Story              | 爱情占线         | Lu Yunfei                | [ 64 ]             |
| 2008 | Modern Beauty                    | 现代美女         | Yang Guang               | [ 65 ]             |
| 2008 | Love in the Forlon City          | 伤城之恋         | Yan Fei                  | [ 66 ]             |
| 2009 | Chinese Paladin 3                | 仙剑奇侠传三     | Xu Changqing             |                    |
| 2010 | New One Plum Blossom             | 新一剪梅         | Zhao Shijun              | [ 67 ]             |
| 2010 | Detective Tanglang               | 唐琅探案         | Tang Lang                | [ 68 ]             |
| 2010 | Go Yi Yi Go                      | 一一向前冲       | Cao Yan                  | [ 69 ]             |
| 2011 | The Vigilantes in Masks          | 怪侠一枝梅       | Li Gexiao                |                    |
| 2011 | The Glamorous Imperial Concubine | 倾世皇妃         | Liu Liancheng            | Aparência especial |
| 2011 | Inspire the Life                 | 感动生命         | Han Zihang               | [ 70 ]             |
| 2012 | Lord of Legal Advisors           | 刑名师爷         | Meng Tianchu             |                    |
| 2013 | Swordsman                        | 笑傲江湖         | Linghu Chong             |                    |
| 2014 | Perfect Couple                   | 金玉良缘         | Jin Yuanbao              | Também co-produtor |
| 2014 | Incisive Great Teacher           | 犀利仁师         | Li Daren                 | Camafeu            |
| 2014 | Battle of Changsha               | 战长沙           | Gu Qingming              |                    |
| 2014 | The Great Protector              | 镖门             | Liu Anshun               | [ 72 ]             |
| 2015 | The Journey of Flower            | 花千骨           | Bai Zihua                |                    |
| 2015 | Love Me If You Dare              | 他来了，请闭眼   | Bo Jingyan / Simon Allen |                    |
| 2016 | The Imperial Doctress            | 女医·明妃传      | Zhu Qizhen               |                    |
| 2018 | Ruyi's Royal Love in the Palace  | 如懿传           | Imperador Qianlong       |                    |
| 2019 | The Great Craftsman              | 筑梦情缘         | Shen Qinan               |                    |
| 2021 | Light the Night                  | 華燈初上         | Ma Tien-hua              |                    |

## Discografia

### Álbuns
| Ano  | Título em inglês | Título em chinês | Informações do álbum                                          |
| ---- | ---------------- | ---------------- | ------------------------------------------------------------- |
| 2004 | Start            | 开始             | - Idioma: Mandarin - Gravadora: Sony Music - Gênero: Mandopop |

### Singles
| Ano  | Título em inglês             | Título em chinês | Álbum                                | Notas                                           |
| ---- | ---------------------------- | ---------------- | ------------------------------------ | ----------------------------------------------- |
| 2002 | Picking Stars                | 摘星             | Star OST                             |                                                 |
| 2002 | Love is like Cotton Candy    | 爱像棉花糖       | Star OST                             | Com Romi Li                                     |
| 2002 | Come and go freely           | 来去自如         | Star OST                             |                                                 |
| 2002 | Happiness under the Umbrella | 伞下的幸福       | Star OST, My Secret Garden OST       |                                                 |
| 2003 | Somebody                     | —                | 100% Senorita OST                    |                                                 |
| 2005 | Your Number One              | 你的第一         | The Royal Swordsmen OST              |                                                 |
| 2005 | That Time                    | 那时候           | The Royal Swordsmen OST              |                                                 |
| 2007 | Angel's Wings                | 天使的翅膀       |                                      | Em memória de Beatrice Hsu; com vários artistas |
| 2011 | Pass Away                    | 倾世             | The Glamorous Imperial Concubine OST |                                                 |
| 2013 | Free and Unfettered          | 逍遥             | Swordsman OST                        |                                                 |
| 2014 | I Will Remember You          | 我会记得你       | Battle of Changsha OST               | Com Yang Zi                                     |
| 2014 | Good Times                   | 好时光           | Perfect Couple OST                   | Com Ding Dang                                   |
| 2015 | Not to Mention               | 不可说           | The Journey of Flower OST            | Com Zhao Liying                                 |

### Aparições em videoclipes
| Ano  | Título da música                   | Cantor          | Notas |
| ---- | ---------------------------------- | --------------- | ----- |
| 1997 | Love Story of Music (音乐爱情故事) | Saya Chang      |       |
| 2000 | Want to Escape (想逃)              | Kang Chin-chung |       |
| 2003 | The Map of Love (幸福的地图)       | Elva Hsiao      |       |
| 2006 | Big Fool (大傻)                    | Miriam Yeung    |       |
| 2017 | Psudo-Single, Yet Single (未单身)  | A-Lin           |       |

## Prêmios e indicações
| Principais prêmios |                                                                |                                             |                                              |           |        |
| Ano                | Prêmio                                                         | Categoria                                   | Trabalho indicado                            | Resultado | Ref.   |
| 2004               | 39º Golden Bell Awards                                         | Melhor Ator                                 | At Dolphin Bay                               | Indicado  |        |
| 2016               | 22º Shanghai Television Festival                               | Melhor Ator                                 | The Journey of Flower                        | Indicado  | [ 73 ] |
| 2017               | 20º Festival Internacional de Cinema de Xangai                 | Melhor Ator                                 | Our Time Will Come                           | Indicado  | [ 74 ] |
| Outros prêmios     |                                                                |                                             |                                              |           |        |
| Ano                | Prêmio                                                         | Categoria                                   | Trabalho indicado                            | Resultado | Ref.   |
| 2011               | Youku Television Awards                                        | Ator mais comercializável                   | The Glamorous Imperial Concubine             | Venceu    | [ 75 ] |
| 2013               | 8º Chinese TV Audience Festival                                | Dez Melhores Atores                         | Swordsman                                    | Venceu    |        |
| 2014               | 5º China Student Television Festival                           | Ator mais popular (Drama antigo)            | Perfect Couple                               | Venceu    |        |
| 2014               | 6º China TV Drama Awards                                       | Casal mais popular (com Tiffany Tang)       | Perfect Couple                               | Venceu    | [ 76 ] |
| 2014               | 6º China TV Drama Awards                                       | Ator mais popular (Hong Kong/Taiwan)        | Perfect Couple, Battle of Changsha           | Venceu    | [ 77 ] |
| 2014               | iQiyi All-Star Carnival                                        | Melhor Ator de Televisão (Hong Kong/Taiwan) | Perfect Couple, Battle of Changsha           | Venceu    | [ 78 ] |
| 2015               | China Newsweek                                                 | Artista do Ano                              | —                                            | Venceu    |        |
| 2015               | iQiyi All-Star Carnival                                        | Ator mais popular                           | The Journey of Flower                        | Venceu    | [ 79 ] |
| 2015               | 7º China TV Drama Awards                                       | Ator mais popular                           | The Journey of Flower                        | Venceu    | [ 80 ] |
| 2015               | 7º China TV Drama Awards                                       | Personagem favorito do público              | The Journey of Flower                        | Venceu    | [ 81 ] |
| 2016               | 2015 Conference on Big Data Index of Culture and Entertainment | Personagem mais popular                     | The Journey of Flower                        | Venceu    | [ 82 ] |
| 2016               | 1ª China Quality Television Drama Ceremony                     | Ator mais comercializável                   | The Journey of Flower, The Imperial Doctress | Venceu    | [ 83 ] |
| 2016               | 1ª China Quality Television Drama Ceremony                     | Ator mais popular                           | The Journey of Flower, The Imperial Doctress | Venceu    | [ 83 ] |
| 2016               | 3º Asia Rainbow TV Awards                                      | Melhor Ator (Drama Histórico)               | The Journey of Flower, The Imperial Doctress | Indicado  | [ 84 ] |
| 2016               | 19º Huading Awards                                             | Melhor ator                                 | The Journey of Flower, The Imperial Doctress | Indicado  |        |
| 2016               | 19º Huading Awards                                             | Melhor Ator (Drama Contemporâneo)           | Love Me If You Dare                          | Indicado  |        |
| 2018               | 24º Huading Awards                                             | Melhor ator                                 | Ruyi's Royal Love in the Palace              | Indicado  | [ 85 ] |